# Mario Thieme
Mario Thieme ist ein Brigadegeneral der Luftwaffe der Bundeswehr. Seit Oktober 2023 ist er Abteilungsleiter IV im Bundesamt für das Personalmanagement der Bundeswehr.

## Militärische Laufbahn
Mario Thieme trat 1992 als Freiwilliger bei der Heeresflugabwehrtruppe in die Bundeswehr ein. Er wechselte dann zur Luftwaffe und begann ein Studium der Luft- und Raumfahrttechnik an der Universität der Bundeswehr München, das er als Diplom-Ingenieur abschloss. Nach dem Studium war er Technischer Offizier und nahm 2001 am SFOR-Einsatz teil. Nach weiteren Verwendungen besuchte er den Generalstabs-/Admiralstabslehrgang an der Führungsakademie der Bundeswehr. In die Zeit von 2008 bis 2010 fiel sein zweiter Auslandseinsatz auf dem Balkan im Rahmen des EUFOR-Mandats.
Im Anschluss an diesen Einsatz folgten die Teilnahme am britischen Generalstabslehrgang Joint Services and Command College sowie das Studium der Defence Studies am King’s College mit dem Abschluss Master. Dem schlossen sich verschiedene Verwendungen im Bundesverteidigungsministerium, u. a. als stellvertretender Büroleiter der Staatssekretärin Katrin Suder, danach als Referatsleiter und im Bundesamt für das Personalmanagement der Bundeswehr (BAPersBw) an. Seit 2023 ist er dort Leiter der Abteilung IV Personalführung Unteroffiziere/Mannschaften.